# Miščiće
Miščiće (izvirno srbsko Мишчиће) je naselje v Srbiji, ki upravno spada pod Mesto Novi Pazar; slednja pa je del Raškega upravnega okraja.

## Demografija
V naselju živi 168 polnoletnih prebivalcev, pri čemer je njihova povprečna starost 36,3 let (38,0 pri moških in 34,6 pri ženskah). Naselje ima 61 gospodinjstev, pri čemer je povprečno število članov na gospodinjstvo 3,79.
To naselje je, glede na rezultate popisa iz leta 2002, večinoma srbsko, a v času zadnjih 3 popisov je opazen porast števila prebivalcev.
|  |

| Demografija | Demografija     | Demografija     |
| Leto        | Št. prebivalcev | Št. prebivalcev |
| ----------- | --------------- | --------------- |
|             |                 |                 |
|             |                 |                 |
|             |                 |                 |
|             |                 |                 |
| 1948        | 144             |                 |
| 1953        | 158             |                 |
| 1961        | 158             |                 |
| 1971        | 192             |                 |
| 1981        | 161             |                 |
| 1991        | 200             | 198             |
| 2002        | 244             | 231             |
|             |                 |                 |

| Etnična sestava po popisu iz leta 2002 | Etnična sestava po popisu iz leta 2002 | Etnična sestava po popisu iz leta 2002 | Etnična sestava po popisu iz leta 2002 | Etnična sestava po popisu iz leta 2002 |
| -------------------------------------- | -------------------------------------- | -------------------------------------- | -------------------------------------- | -------------------------------------- |
| Srbi                                   | Srbi                                   |                                        | 218                                    | 94,37%                                 |
| Muslimani                              | Muslimani                              |                                        | 13                                     | 5,62%                                  |
| Neznano                                | Neznano                                |                                        | 0                                      | 0,0%                                   |